# Copa Libertadores 1989
Navigation
Édition précédente Édition suivante
La Copa Libertadores 1989 est la 30e édition de la Copa Libertadores. Le club vainqueur de la compétition est désigné champion d'Amérique du Sud 1989 et se qualifie pour la Coupe intercontinentale 1989 et la Copa Interamericana 1989.
C'est le club colombien de l'Atletico Nacional qui remporte le trophée cette année, après avoir battu en finale les Paraguayens du Club Olimpia, à l'issue de la séance des tirs au but. Il s'agit du tout premier titre international pour la Colombie et pour le club, qui dispute là la première finale de Libertadores de son histoire. Le Club Olimpia perd quant à lui pour la troisième fois à ce stade de la compétition. Deux joueurs se partagent le titre de meilleur buteur de la compétition avec un total de dix réalisations : l'Uruguayen Carlos Aguilera et le Paraguayen Raúl Amarilla, finaliste malheureux avec son club.
La compétition change à nouveau de format cette année. En effet, ce sont à présent les trois premiers de chaque poule du premier tour qui disputent la phase finale, jouée sous forme de rencontres à élimination directe, des huitièmes de finale jusqu'à la finale. En cas d'égalité de résultat, les clubs disputent une séance de tirs au but : il n'y a pas de match d'appui et la règle des buts marqués à l'extérieur n'est pas utilisée.

## Clubs engagés
- Club Nacional de Football - Tenant du titre
- Racing Club de Avellaneda - Premier à l'issue du tournoi Ouverture 1988-1989
- Club Atlético Boca Juniors - Second à l'issue du tournoi Ouverture 1988-1989
- Club Bolívar - Champion de Bolivie 1988
- The Strongest La Paz - Vice-champion de Bolivie 1988
- Esporte Clube Bahia - Champion du Brésil 1988
- Sport Club Internacional - Vice-champion du Brésil 1988
- Club de Deportes Cobreloa - Champion du Chili 1988
- Club Social y Deportivo Colo-Colo - Vainqueur de la Liguilla pré-Libertadores 1988
- Millonarios Fútbol Club - Champion de Colombie 1988
- Corporación Deportiva Club Atlético Nacional - Vice-champion de Colombie 1988
- Club Sport Emelec - Champion d'Équateur 1988
- Sociedad Deportivo Quito - Vice-champion d'Équateur 1988
- Club Olimpia - Champion du Paraguay 1988
- Club Sol de América - Vice-champion du Paraguay 1988
- Club Sporting Cristal - Champion du Pérou 1988
- Club Universitario de Deportes - Vice-champion du Pérou 1988
- Club Atlético Peñarol - 1er de la Liguilla pré-Libertadores 1988
- Danubio Fútbol Club - 2e de la Liguilla pré-Libertadores 1988
- Club Sport Marítimo de Venezuela - Champion du Venezuela 1987-1988
- Deportivo Táchira FC - Vice-champion du Venezuela 1987-1988

## Compétition

### Premier tour
| Rang | Équipe                    | Pts | J | G | N | P | Bp | Bc | Diff |  | Résultats (▼ dom., ► ext.) | Cob | SAm | Oli | Col |
| ---- | ------------------------- | --- | - | - | - | - | -- | -- | ---- |  | -------------------------- | --- | --- | --- | --- |
| 1    | Club de Deportes Cobreloa | 8   | 6 | 3 | 2 | 1 | 7  | 4  | +3   |  | Club de Deportes Cobreloa  |     | 1-0 | 2-0 | 2-2 |
| 2    | Club Sol de América       | 6   | 6 | 2 | 2 | 2 | 7  | 8  | -1   |  | Club Sol de América        | 0-0 |     | 5-4 | 1-0 |
| 3    | Club Olimpia              | 5   | 6 | 2 | 1 | 3 | 8  | 9  | -1   |  | Club Olimpia               | 2-0 | 0-0 |     | 2-0 |
| 4    | CSD Colo-Colo             | 5   | 6 | 2 | 1 | 3 | 7  | 8  | -1   |  | CSD Colo-Colo              | 0-2 | 3-1 | 2-0 |     |

| Rang | Équipe                   | Pts | J | G | N | P | Bp | Bc | Diff |  | Résultats (▼ dom., ► ext.) | Bah | Tac | Int | Mar |
| ---- | ------------------------ | --- | - | - | - | - | -- | -- | ---- |  | -------------------------- | --- | --- | --- | --- |
| 1    | Esporte Clube Bahia      | 10  | 6 | 4 | 2 | 0 | 11 | 5  | +6   |  | Esporte Clube Bahia        |     | 4-1 | 1-0 | 3-2 |
| 2    | Deportivo Táchira FC     | 7   | 6 | 3 | 1 | 2 | 7  | 8  | -1   |  | Deportivo Táchira FC       | 1-1 |     | 1-0 | 2-0 |
| 3    | Sport Club Internacional | 5   | 6 | 2 | 1 | 3 | 8  | 6  | +2   |  | Sport Club Internacional   | 1-2 | 3-1 |     | 3-0 |
| 4    | CS Maritimo              | 2   | 6 | 0 | 2 | 4 | 3  | 10 | -7   |  | CS Maritimo                | 0-0 | 0-1 | 1-1 |     |

| Rang | Équipe                   | Pts | J | G | N | P | Bp | Bc | Diff |  | Résultats (▼ dom., ► ext.) | Mil | Nac | Qui | Eme |
| ---- | ------------------------ | --- | - | - | - | - | -- | -- | ---- |  | -------------------------- | --- | --- | --- | --- |
| 1    | Millonarios Fútbol Club  | 10  | 6 | 4 | 2 | 0 | 12 | 3  | +9   |  | Millonarios Fútbol Club    |     | 1-1 | 3-1 | 4-1 |
| 2    | Atlético Nacional        | 7   | 6 | 2 | 3 | 1 | 8  | 7  | +1   |  | Atlético Nacional          | 0-2 |     | 2-1 | 3-1 |
| 3    | Sociedad Deportivo Quito | 4   | 6 | 1 | 2 | 3 | 4  | 7  | -3   |  | Sociedad Deportivo Quito   | 0-0 | 1-1 |     | 1-0 |
| 4    | Club Sport Emelec        | 3   | 6 | 1 | 1 | 4 | 4  | 11 | -7   |  | Club Sport Emelec          | 0-2 | 1-1 | 1-0 |     |

| Rang | Équipe                         | Pts | J | G | N | P | Bp | Bc | Diff |  | Résultats (▼ dom., ► ext.)     | Boc | Rac | Uni | Cri |
| ---- | ------------------------------ | --- | - | - | - | - | -- | -- | ---- |  | ------------------------------ | --- | --- | --- | --- |
| 1    | Club Atlético Boca Juniors     | 7   | 6 | 3 | 1 | 2 | 9  | 7  | +2   |  | Club Atlético Boca Juniors     |     | 0-0 | 2-0 | 4-3 |
| 2    | Racing Club de Avellaneda      | 7   | 6 | 3 | 1 | 2 | 9  | 6  | +3   |  | Racing Club de Avellaneda      | 2-3 |     | 2-0 | 2-0 |
| 3    | Club Universitario de Deportes | 6   | 6 | 3 | 0 | 3 | 7  | 6  | +1   |  | Club Universitario de Deportes | 1-0 | 2-1 |     | 4-0 |
| 4    | Club Sporting Cristal          | 4   | 6 | 2 | 0 | 4 | 6  | 12 | -6   |  | Club Sporting Cristal          | 1-0 | 1-2 | 1-0 |     |

| Rang | Équipe                | Pts | J | G | N | P | Bp | Bc | Diff |  | Résultats (▼ dom., ► ext.) | Peñ | Dan | Bol | Str |
| ---- | --------------------- | --- | - | - | - | - | -- | -- | ---- |  | -------------------------- | --- | --- | --- | --- |
| 1    | Club Atlético Peñarol | 7   | 6 | 3 | 1 | 2 | 11 | 9  | +2   |  | Club Atlético Peñarol      |     | 2-0 | 5-0 | 1-1 |
| 2    | Danubio Fútbol Club   | 6   | 6 | 3 | 0 | 3 | 7  | 7  | 0    |  | Danubio Fútbol Club        | 4-1 |     | 1-0 | 1-0 |
| 3    | Club Bolívar          | 6   | 6 | 2 | 2 | 2 | 6  | 7  | -1   |  | Club Bolívar               | 3-0 | 3-1 |     | 0-0 |
| 4    | The Strongest La Paz  | 5   | 6 | 1 | 3 | 2 | 3  | 4  | -1   |  | The Strongest La Paz       | 1-2 | 1-0 | 0-0 |     |

### Huitièmes de finale
| Équipe 1                   | Résultat      | Équipe 2                       | Aller | Retour |
| -------------------------- | ------------- | ------------------------------ | ----- | ------ |
| Atlético Nacional          | 3 - 2         | Racing Club Avellaneda         | 2 - 0 | 1 - 2  |
| Millonarios Fútbol Club    | 3 - 3 4-3 tab | Club Bolívar                   | 0 - 1 | 3 - 2  |
| Club de Deportes Cobreloa  | 1 - 0         | Sociedad Deportivo Quito       | 0 - 0 | 1 - 0  |
| Danubio Fútbol Club        | 3 - 1         | Club Nacional de Football      | 3 - 1 | 0 - 0  |
| Club Atlético Peñarol      | 3 - 8         | Sport Club Internacional       | 2 - 6 | 1 - 2  |
| Esporte Clube Bahia        | 3 - 2         | Club Universitario de Deportes | 1 - 1 | 2 - 1  |
| Deportivo Táchira FC       | 3 - 3 2-3 tab | Club Sol de América            | 0 - 3 | 3 - 0  |
| Club Atlético Boca Juniors | 5 - 5 6-7 tab | Club Olimpia                   | 0 - 2 | 5 - 3  |

### Quarts de finale
Le tirage au sort est orienté afin que les clubs issus d'un même pays se rencontrent, pour éviter une finale entre deux formations d'une même fédération.
| Équipe 1                  | Résultat | Équipe 2                | Aller | Retour |
| ------------------------- | -------- | ----------------------- | ----- | ------ |
| Atlético Nacional         | 2 - 1    | Millonarios Fútbol Club | 1 - 0 | 1 - 1  |
| Club de Deportes Cobreloa | 1 - 4    | Danubio Fútbol Club     | 0 - 2 | 1 - 2  |
| Sport Club Internacional  | 1 - 0    | Esporte Clube Bahia     | 1 - 0 | 0 - 0  |
| Club Sol de América       | 4 - 6    | Club Olimpia            | 0 - 2 | 4 - 4  |

### Demi-finales
| Équipe 1                 | Résultat      | Équipe 2            | Aller | Retour |
| ------------------------ | ------------- | ------------------- | ----- | ------ |
| Atlético Nacional        | 6 - 0         | Danubio Fútbol Club | 0 - 0 | 6 - 0  |
| Sport Club Internacional | 3 - 3 3-5 tab | Club Olimpia        | 1 - 0 | 2 - 3  |

### Finale
| 24 mai 1989 | Club Olimpia                 | 2 - 0 | Corporación Deportiva Club Atlético Nacional | Estadio Defensores del Chaco, Asuncion               |                                                      |
|             | Bobadilla 36e · Sanabria 60e |       |                                              | Spectateurs : 45 000 Arbitrage : José Roberto Wright | Spectateurs : 45 000 Arbitrage : José Roberto Wright |

| 31 mai 1989                                                                       | Corporación Deportiva Club Atlético Nacional | 2 - 0 a. p.                                                                               | Club Olimpia | El Campín, Bogota                                    |                                                      |
|                                                                                   | Miño 46e (csc) · Usuriaga 65e                |                                                                                           |              | Spectateurs : 50 000 Arbitrage : Juan Carlos Loustau | Spectateurs : 50 000 Arbitrage : Juan Carlos Loustau |
| Escobar · Usuriaga · Tréllez · García · Higuita · Pérez · Gómez · Perea · Álvarez | Tirs au but 5-4                              | Almeida · Benítez · Chamas · Mendoza · Amarilla · González · Guasch · Balbuena · Sanabria |              | Spectateurs : 50 000 Arbitrage : Juan Carlos Loustau | Spectateurs : 50 000 Arbitrage : Juan Carlos Loustau |

| Vainqueur de la Copa Libertadores 1989                     |
| ---------------------------------------------------------- |
| Corporación Deportiva Club Atlético Nacional Premier titre |